# UEFA Euro 2004
UEFA Euro 2004 är ett fotbollsspel från EA Sports, utgivet inför Europamästerskapet för herrar 2004. Spelet släppes till PC, Playstation 2 och Xbox.

## Landslag
- Albanien
- Andorra
- Armenien
- Österrike
- Azerbajdzjan
- Vitryssland
- Belgien
- Bosnien och Hercegovina
- Bulgarien
- Kroatien
- Cypern
- Tjeckien
- Danmark
- England
- Estland
- Färöarna
- Finland
- Frankrike
- Georgien
- Tyskland
- Grekland
- Ungern
- Island
- Irland
- Israel
- Italien
- Lettland
- Liechtenstein
- Litauen
- Luxemburg
- Makedonien
- Malta
- Moldavien
- Nederländerna
- Nordirland
- Norge
- Polen
- Portugal
- Rumänien
- Ryssland
- San Marino
- Skottland
- Serbien och Montenegro
- Slovakien
- Slovenien
- Spanien
- Sverige
- Schweiz
- Turkiet
- Ukraina
- Wales

### Fotnoter
1. ↑  Chris Carle (7 maj 2004). ”UEFA Euro 2004 Review” (på engelska). IGN. http://www.ign.com/articles/2004/05/07/uefa-euro-2004-review. Läst 4 maj 2014.